# Druha Liha 2024-2025
La Druha Liha 2024-2025 è la 34ª edizione della terza serie del campionato ucraino di calcio. La stagione è iniziata l'8 agosto 2024 ed è terminata il 17 maggio 2025.

## Novità
La scorsa stagione sono salite in Perša Liha Družba Myrivka, UCSA e Zvjahel'. Sono retrocesse dalla Perša Liha 2023-2024 Chust, Metalurh Zaporižžja, Kremin' Kremenčuk, Hirnyk-Sport e Černihiv.
Dal Campionato Amatoriale Ucraino sono state ammesse Vil'chivci, Kulykiv, Probij Horodenka e Revera 1908.
Sono state inoltre ammesse le seguenti seconde squadre:
- Nyva-2 Ternopil'
- Polіssja-2 Žytomyr
- Vorskla-2
- Kolos-2 Kovalivka
- Oleksandrija-2
- Metalist 1925-2
- Veres-2 Rivne, ritiratosi prima dell'inizio del campionato
- Livyj Bereh-2, ritiratosi prima dell'inizio del campionato

Complici le defezioni di Družba Myrivka e Zvjahel', sono state ripescate in Perša Liha Chust e Metalurh Zaporižžja. Complice l'ammissione in massima serie del Livyj Bereh, il posto in serie cadetta di quest'ultimo è stato preso dal Kremin' Kremenčuk, che non ha re-iscritto alla Druha Liha la sua seconda squadra.
Il Kudrivka, a seguito della fusione societaria col Nyva Buzova, è stato ammesso in Perša Liha.

## Formato
Le venti squadre sono suddivise in due gironi da dieci squadre ciascuno. Le prime classificate di tali gironi, si affrontano in uno spareggio per decretare la promozione in diretta in Perša Liha 2025-2026. La perdente di tale sfida e la vincente dello spareggio tra le due seconde classificate, vengono ammesse agli spareggi promozione-retrocessione contro la quattordicesima e la quindicesima classificata della poule retrocessione della Perša Liha 2024-2025.
Non sono previste retrocessioni nelle serie dilettantistiche.

## Avvenimenti
Il 21 maggio 2025, terminata la stagione regolare, il Ruch-2 L'viv (arrivato secondo in classifica) ha rinunciato alla disputa degli spareggi. Per determinare l'avversaria dell'altra seconda classificata, il Černihiv, la federcalcio ucraina ha fissato un match preliminare tra le due terze classificate dei due gironi.

## Gruppo A

### Classifica finale
|  | Pos. | Squadra            | Pt | G  | V  | N | P  | GF | GS | DR  |
|  | ---- | ------------------ | -- | -- | -- | - | -- | -- | -- | --- |
|  | 1.   | Probij Horodenka   | 41 | 18 | 13 | 2 | 3  | 42 | 15 | +27 |
|  | 2.   | Ruch-2 L'viv       | 33 | 18 | 10 | 3 | 5  | 29 | 19 | +10 |
|  | 3.   | Skala 1911 Stryj   | 33 | 18 | 10 | 3 | 5  | 31 | 18 | +13 |
|  | 4.   | Kulykiv            | 31 | 18 | 9  | 4 | 5  | 27 | 17 | +10 |
|  | 5.   | Polіssja-2 Žytomyr | 29 | 18 | 9  | 2 | 7  | 33 | 21 | +12 |
|  | 6.   | Užhorod            | 26 | 18 | 7  | 5 | 6  | 26 | 25 | +1  |
|  | 7.   | Vil'chivci         | 19 | 18 | 5  | 4 | 9  | 20 | 29 | -9  |
|  | 8.   | Nyva-2 Ternopil'   | 18 | 18 | 5  | 3 | 10 | 15 | 30 | -15 |
|  | 9.   | Revera 1908        | 14 | 18 | 3  | 5 | 10 | 15 | 33 | -18 |
|  | 10.  | Real Farma Odessa  | 9  | 18 | 2  | 3 | 13 | 9  | 40 | -31 |

Legenda:
      Promosso in Perša liha 2024-2025.
  Partecipa ai play-off.
      Esclusa a campionato in corso.
Note:
Tre punti a vittoria, uno a pareggio, zero a sconfitta.
In caso di arrivo di due o più squadre a pari punti, la graduatoria verrà stilata secondo la classifica avulsa tra le squadre interessate.

### Risultati
|                    | Kul  | Nyv  | Pol  | Pro  | Rea  | Rev  | Ruc  | Ska  | Užh  | Vil |
| ------------------ | ---- | ---- | ---- | ---- | ---- | ---- | ---- | ---- | ---- | --- |
| Kulykiv            | –––– | 3-0  | 3-0  | 1-3  | 3-0  | 4-1  | 4-0  | 1-2  | 2-1  | 1-1 |
| Nyva-2 Ternopil'   | 0-1  | –––– | 2-1  | 1-6  | 2-0  | 0-1  | 0-1  | 0-0  | 1-1  | 3-1 |
| Polіssja-2 Žytomyr | 1-2  | 4-1  | –––– | 1-0  | 2-0  | 4-1  | 0-2  | 0-0  | 4-1  | 3-0 |
| Probij Horodenka   | 2-0  | 3-0  | 3-1  | –––– | 1-0  | 3-0  | 2-3  | 2-0  | 5-1  | 1-0 |
| Real Farma Odessa  | 0-0  | 2-1  | 1-2  | 0-3  | –––– | 0-3  | 0-0  | 0-7  | 0-1  | 0-4 |
| Revera 1908        | 0-0  | 0-1  | 1-0  | 1-1  | 1-1  | –––– | 0-2  | 1-3  | 1-5  | 1-1 |
| Ruch-2 L'viv       | 1-1  | 3-0  | 2-4  | 0-2  | 2-0  | 2-1  | –––– | 1-2  | 3-0  | 2-0 |
| Skala 1911 Stryj   | 2-0  | 1-2  | 1-0  | 4-2  | 3-1  | 2-0  | 0-3  | –––– | 0-2  | 2-2 |
| Užhorod            | 0-1  | 0-0  | 1-1  | 1-1  | 4-2  | 2-0  | 2-2  | 0-2  | –––– | 1-0 |
| Vil'chivci         | 3-0  | 2-1  | 0-5  | 1-2  | 1-2  | 2-2  | 1-0  | 1-0  | 0-3  | ––– |

## Gruppo B

### Classifica finale
|  | Pos. | Squadra                    | Pt | G  | V  | N | P  | GF | GS | DR  |
|  | ---- | -------------------------- | -- | -- | -- | - | -- | -- | -- | --- |
|  | 1.   | Kolos-2 Kovalivka          | 39 | 18 | 12 | 3 | 3  | 30 | 14 | +16 |
|  | 2.   | Černihiv                   | 38 | 18 | 11 | 5 | 2  | 30 | 8  | +22 |
|  | 3.   | Lokomotyv Kiev             | 30 | 18 | 9  | 3 | 6  | 22 | 21 | +1  |
|  | 4.   | Oleksandrija-2             | 28 | 18 | 7  | 7 | 4  | 30 | 19 | +11 |
|  | 5.   | Hirnyk-Sport               | 26 | 18 | 8  | 2 | 8  | 19 | 20 | -1  |
|  | 6.   | Trostjanec'                | 22 | 18 | 5  | 7 | 6  | 20 | 16 | +4  |
|  | 7.   | Čajka Petropav. Borščahiv. | 19 | 18 | 4  | 7 | 7  | 15 | 21 | -6  |
|  | 8.   | Metalist 1925-2            | 18 | 18 | 5  | 3 | 10 | 23 | 39 | -16 |
|  | 9.   | Nyva Vinnycja              | 16 | 18 | 5  | 1 | 12 | 14 | 26 | -12 |
|  | 10.  | Vorskla-2                  | 13 | 18 | 3  | 4 | 11 | 15 | 34 | -19 |

Legenda:
      Promosso in Perša liha 2024-2025.
  Partecipa ai play-off.
      Esclusa a campionato in corso.
Note:
Tre punti a vittoria, uno a pareggio, zero a sconfitta.
In caso di arrivo di due o più squadre a pari punti, la graduatoria verrà stilata secondo la classifica avulsa tra le squadre interessate.

### Risultati
|                            | Čaj  | Čer  | Hir  | Kol  | Lok  | Met  | Nyv  | Ole  | Tro  | Vor |
| -------------------------- | ---- | ---- | ---- | ---- | ---- | ---- | ---- | ---- | ---- | --- |
| Čajka Petropav. Borščahiv. | –––– | 0-1  | 0-1  | 0-0  | 0-2  | 1-1  | 2-1  | 2-2  | 1-0  | 1-0 |
| Černihiv                   | 0-0  | –––– | 1-2  | 2-0  | 1-1  | 8-2  | 2-0  | 0-0  | 0-0  | 4-0 |
| Hirnyk-Sport               | 2-1  | 1-2  | –––– | 0-1  | 1-0  | 3-2  | 1-0  | 1-2  | 0-0  | 2-2 |
| Kolos-2 Kovalivka          | 1-1  | 1-0  | 2-0  | –––– | 3-1  | 5-2  | 2-1  | 1-1  | 3-0  | 2-0 |
| Lokomotyv Kiev             | 2-0  | 0-3  | 1-0  | 1-3  | –––– | 0-0  | 3-0  | 0-3  | 1-0  | 2-3 |
| Metalist 1925-2            | 0-3  | 0-2  | 2-0  | 1-3  | 2-3  | –––– | 1-0  | 1-2  | 0-3  | 3-1 |
| Nyva Vinnycja              | 2-1  | 0-1  | 0-2  | 2-0  | 0-1  | 3-2  | –––– | 0-2  | 0-0  | 3-0 |
| Oleksandrija-2             | 4-0  | 1-2  | 2-1  | 0-2  | 2-2  | 0-1  | 4-0  | –––– | 2-2  | 1-1 |
| Trostjanec'                | 1-1  | 0-0  | 1-0  | 2-0  | 0-1  | 1-2  | 2-1  | 1-1  | –––– | 6-1 |
| Vorskla-2                  | 1-1  | 0-1  | 1-2  | 0-1  | 0-1  | 1-1  | 0-1  | 2-1  | 2-1  | ––– |

## Play-off

### Incontro prime classificate
La vincente del doppio scontro, guadagna la promozione diretta in Perša Liha. La perdente, invece, accede agli spareggi promozione-retrocessione.
|                   | Risultati       |                   | Luogo e data              |
| ----------------- | --------------- | ----------------- | ------------------------- |
| Kolos-2 Kovalivka | 0 - 1           | Probij Horodenka  | Kovalivka, 23 maggio 2025 |
| Probij Horodenka  | 2 - 3 (4-3 dtr) | Kolos-2 Kovalivka | Horodenka, 30 maggio 2025 |

### Incontro terze classificate
La vincente del match, affronta il Černihiv nell'incontro tra seconde classificate, in sostituzione del rinunciatario Ruch-2 L'viv.
|                  | Risultati |                | Luogo e data              |
| ---------------- | --------- | -------------- | ------------------------- |
| Skala 1911 Stryj | 4 - 1     | Lokomotyv Kiev | Boryspil', 26 maggio 2025 |

### Incontro seconde classificate
La vincente del doppio scontro, guadagna l'accesso allo spareggio promozione-retrocessione.
|                  | Risultati |                  | Luogo e data             |
| ---------------- | --------- | ---------------- | ------------------------ |
| Černihiv         | 3 - 2     | Skala 1911 Stryj | Černihiv, 30 maggio 2025 |
| Skala 1911 Stryj | 0 - 1     | Černihiv         | Stryj, 4 giugno 2025     |

### Spareggio promozione-retrocessione
|                     | Risultati |                     | Luogo e data                 |
| ------------------- | --------- | ------------------- | ---------------------------- |
| Kolos-2 Kovalivka   | 0 - 2     | Podillja            | Buča, 4 giugno 2025          |
| Podillja            | 1 - 0     | Kolos-2 Kovalivka   | Chmel'nyc'kyj, 8 giugno 2025 |
|                     |           |                     |                              |
| Černihiv            | 3 - 0     | Metalurh Zaporižžja | Černihiv, 8 giugno 2025      |
| Metalurh Zaporižžja | 0 - 2     | Černihiv            | Zaporižžja, 12 giugno 2025   |

## Statistiche

### Classifica marcatori
| Gol |  |  | Giocatore          | Squadra          |
| --- |  |  | ------------------ | ---------------- |
| 13  |  |  | Bohdan Orynčak     | Probij Horodenka |
| 8   |  |  | Dmytro Kovalenko   | Užhorod          |
| 7   |  |  | Jaroslav Bazajev   | Oleksandrija-2   |
| 6   |  |  | Ivan Romančuk      | Lokomotyv Kiev   |
| 6   |  |  | Vjačeslav Studenko | Hirnyk-Sport     |